# Záhořovo lože
Záhořovo lože je jedna z balad Karla Jaromíra Erbena obsažených ve sbírce Kytice. Častěji se ovšem zařazuje mezi legendy. Báseň je tematicky blízká Erbenovu Zlatému kolovratu. Obě balady mají pohádkový námět a jsou na motivy viny, vykoupení a pokání. Báseň je skrytá polemika s Karlem Hynkem Máchou. Erben nesouhlasí se vzdorem proti vyšší vůli, a tak se na rozdíl od Máchy se svým hrdinou neztotožňuje.

## Obsah
Světem putuje poutník. Lidé ho zvou k sobě, protože na něm vidí jeho zármutek, ale on nechce. Putuje dál a dojde k loupežníkovi Záhořovi. Ten ho chce zabít, ale když vyslechne poutníka, nechá ho žít pod podmínkou, že mu přinese zprávy z pekla, kam se poutník chystá, neboť poutníkův otec upsal jeho duši ďáblu kvůli penězům, když byl poutník ještě nenarozený. Po roce, kdy se poutník nevrací, si to začíná loupežník vyčítat. Ale v tom okamžiku se ozve poutníkův hlas se slíbenými zprávami. Poutník Záhořovi vypráví o tom, jak znamením kříže přiměl knížete pekel Satana přikázat ďáblu, aby krví psaný úpis poutníkovi vrátil. Ďábel se zdráhal a až díky tomu, že ho Satan chtěl uvrhnout do Záhořova lože, což byl nejhorší trest přichystaný pro samotného Záhoře, ďábel úpis vydal.
Když to Záhoř slyšel, vyzpovídal se poutníkovi ze svých hříchů a prosil o odpuštění. Poutník zabodl loupežníkův kyj do skály a řekl mu, že u tohoto kyje musí být a prosit o odpuštění tak dlouho, než se pro něj poutník vrátí. Jeho návrat nastane po devadesáti letech a přijde i se svým mladým pomocníkem. Přišli na místo, kde poutník zanechal Záhoře. Ale tam je jen jabloň a pařez. Když se mladík snažil utrhnout jablko z jabloně, pařez se proměnil v loupežníka, který mu zakázal jablko utrhnout. Jakmile poté spatřil poutníka, ze kterého byl biskup, nabídl mu zlaté plody z jabloně. Vždyť on sám jej zasadil. Biskup sdělí Záhořovi, že mu bylo odpuštěno a mohou společně odejít z tohoto světa. Záhoř se promění v hromádku popela a starý poutník také umírá. Nakonec se nad mladíkem vznáší dvě bílé holubice, které se vydávají vzhůru.

## Autorovo poznamenání
Pověst v Čechách, v Polště i v Lužici známá. České jméno Záhoř zastupuje v polské pověsti Madej a v lužické Lipskulijan. Obsah i směr té pověsti vykazuje původ její v počátek časů křesťanských.
„Nuže ať obejme pekelnou děvu.“
Letopiscové čeští dávají zprávu o jistém usmrcujícím stroji, železná panna nazvaném, jímžto šlechticové, kterých soud katu v ruce vydati nechtěl, pro zločiny své byli odpravováni. Taková železná panna stála také někdy v síni Bílé věže v Praze.
„Vznášejí se dvě holubice bílé.“
Viz poznamenání ku předešlé pověsti „Holoubek“.

## Zajímavost
Záhořovo lože je také zmíněno v české pohádkové divadelní hře Jana Drdy Hrátky s čertem. Zde je přichystáno pro loupežníka Sarku Farku, kterého však od něho osvobodí Martin Kabát svým orodováním u anděla.[zdroj⁠?!]